# Odocoileus
Odocoileus is een geslacht van zoogdieren uit de  familie van de Cervidae (Herten). De wetenschappelijke naam van het geslacht werd in 1832 gepubliceerd door Constantine Samuel Rafinesque-Schmaltz.

## Soorten
Er worden 3 soorten in dit geslacht geplaatst:
- Odocoileus hemionus (Raf, 1817) – Muildierhert
- Odocoileus pandora (Merriam, 1901)
- Odocoileus virginianus (Zimmermann, 1780) – Witstaarthert